# 希维德尼察

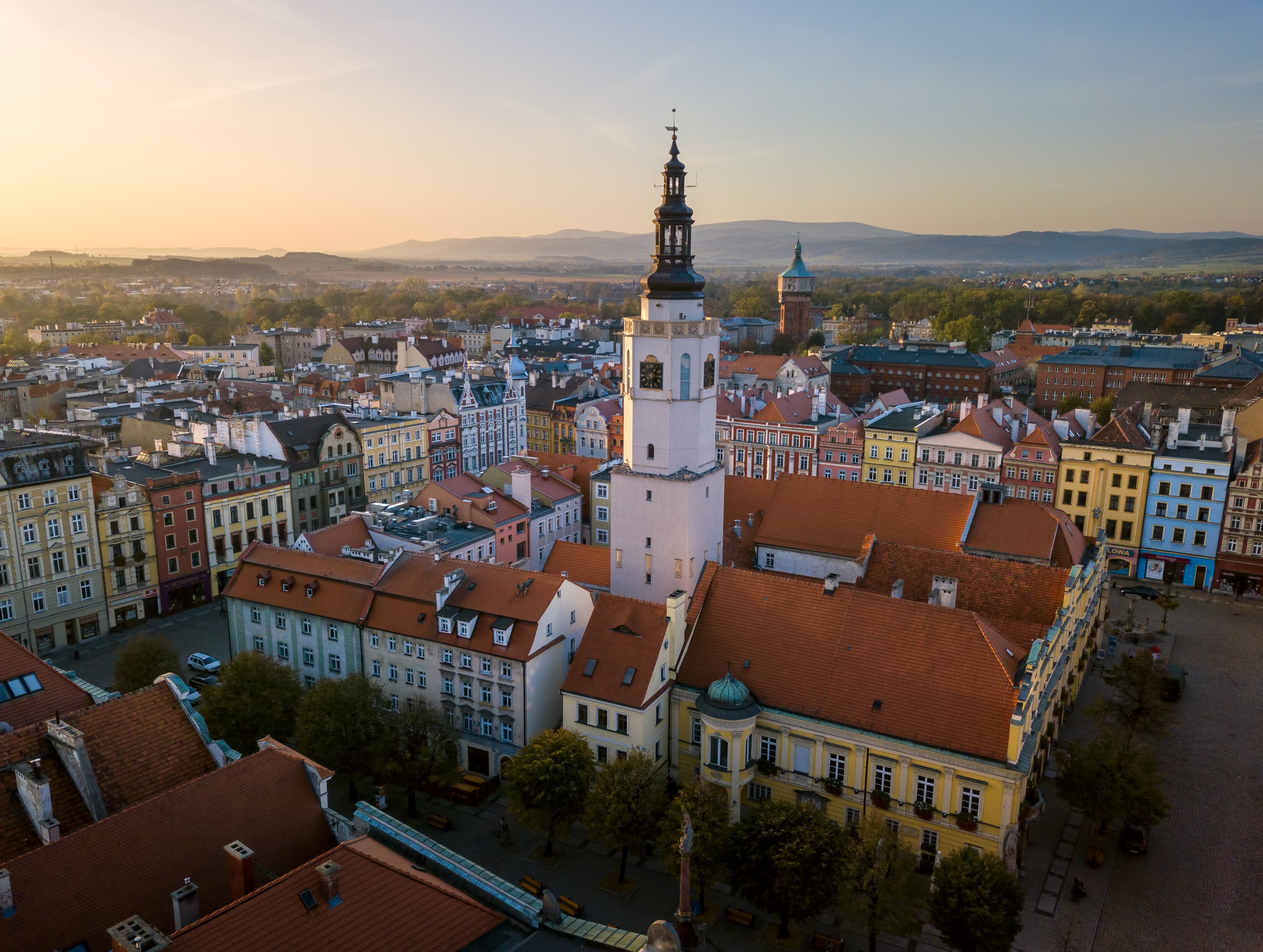
Świdnica

希维德尼察（波蘭語：Świdnica，波蘭語發音：[ɕfidˈɲit͡sa] ⓘ，施韦德尼茨）是波兰下西里西亚省的一座城市，面积22平方公里，人口60,354人（2006年）。